# Heimsheim
Heimsheim è una città tedesca di 5 553 abitanti, situata nel land del Baden-Württemberg.